# Милановић (презиме)
Милановић је јужнословенско презиме настало од имена Милан. Познате особе са овим именом су:
- Бранко Милановић (рођен 1953), водећи економиста у истраживачком одељењу Светске банке
- Игор Милановић (рођен 1965), српски ватерполиста у пензији
- Зоран Милановић (рођен 1966), хрватски политичар и председник Хрватске и бивши премијер Хрватске
- Милан Милановић (рођен 1991), српски професионални фудбалер
- Милош Милановић (рођен 1981), српски уметнички клизач
- Тања Милановић (1977), бивша рукометашица из Србије, леви бек